# Musikjahr 1516
Liste der Musikjahre

◄◄ | ◄ | 1512 | 1513 | 1514 | 1515 | Musikjahr 1516 | 1517 | 1518 | 1519 | 1520 | ► | ►►

Weitere Ereignisse
Dieser Artikel behandelt das Musikjahr 1516.

## Ereignisse
- Bonifacius Amerbach, der zunächst an der Artistenfakultät der Universität Basel studiert und dort Musiktheorie gehört hatte, setzt seit 1513 seine Studien an der Universität Freiburg im Breisgau fort, wo er sich der Rechtswissenschaft zuwendet. Hier steht er in freundschaftlicher Verbindung zu Sixt Dietrich und dem Organisten Hans Weck.
- Jakob Arcadelt ist von 1516 bis 1524 Chorknabe („vicariot“) unter den Chorleitern Lambert Masson und Charles de Niquet an der Kollegiatkirche St. Aubain seiner Heimatstadt Namur.
- Pietro Aron ist Priester in Imola.
- Hans Buchner ist Domorganist am Münster zu Unserer Lieben Frau in Konstanz.
- Vincenzo Capirola ist in Italien tätig. Einer von Capirolas Schülern hat 1515 in Venedig mit der Verfassung des so genannten „Capirola-Lautenbuches“ begonnen, das er 1520 vollendet. Es handelt sich um eine reich illustrierte Handschrift, die nicht nur Kompositionen, sondern im Vorwort auch Informationen zur Spieltechnik enthält und damit wichtige Aufschlüsse über das Lautenspiel während der italienischen Renaissance gibt.
- Marco Cara steht seit 1495 und bis 1525 als Lautenvirtuose im Dienst der Familie Gonzaga in Mantua, die zu seiner Zeit Künstler aller Richtungen fördert.
- Carpentras ist Kapellmeister der päpstlichen Kapelle in Rom unter dem Medici-Papst Leo X., der ein begeisterter Gönner der Musik und der Künste ist.
- Nicolas Champion wird als Kanoniker-Kantor in Lier Nachfolger des verstorbenen Kantors Nicolas de Leesmeester, bleibt aber dennoch zeitweilig im Dienst der Hofkapelle Karls V.
- Jean Courtois ist in den Jahren 1516 bis 1517 in Cambrai als „petit vicaire“ tätig.
- Josquin Desprez ist seit 1504 Propst an seiner früheren Wirkungsstätte Condé-sur-l’Escaut. Er wird als monsieur le prevost messire Josse des pres bezeichnet. Die Stellung ist für den ehemaligen Kapellmeister nicht nur wegen seines dortigen Haus- und Grundbesitzes attraktiv, sondern noch mehr wegen der guten Personalausstattung der Kirche und der Qualität der dortigen Musikausübung, die nur noch von der Kathedrale in Cambrai und von Saint-Vincent in Soignies übertroffen wird. Der Propst hat hier (nach einer Aufstellung aus dem Jahr 1523) die weltliche Macht im Kirchensprengel inne und ist der Vorgesetzte des Dekans, des Schatzmeisters, von 25 Kanonikern, 18 Kaplänen, 16 Vikaren und sechs Chorknaben, dazu einigen Priestern ohne Pfründe; in den aufwändig gestalteten Gottesdiensten wirkt in der Regel ein Chor aus den Vikaren und Chorknaben mit, so dass bis zu 22 musikgeübte Stimmen zur Verfügung stehen und bis zu sechsstimmige Werke aufgeführt werden können. In dieser Stellung wirkt Josquin Desprez 17 Jahre lang bis zu seinem Lebensende.
- Sixt Dietrich, der seit September 1509 an der Universität Freiburg studiert, heiratet 1516 eine Freiburger Bürgerstochter († 1519).
- Antonius Divitis ist Sänger in der Hofkapelle des französischen Königs Franz I.
- Benedictus Ducis ist vermutlich seit 1515 Organist in London.
- Heinrich Isaac, der beim Besuch von Papst Leo X. vom 30. November 1515 bis 19. Februar 1516 in Florenz mit Sicherheit an der musikalischen Ausgestaltung des Besuchs beteiligt ist, erkrankt im Herbst 1516 und setzt im Dezember sein drittes Testament auf.
- Jacotin Le Bel, der 1516 erstmals versucht Mitglied der französischen Hofkapelle zu werden, wirkt von 1516 bis 1520 als Sänger in der Privatkapelle von Papst Leo X. in Rom.
- Georg Liban, der 1511 in Krakau den akademischen Grad eines Magisters erlangt hat, hält Vorlesungen an der Universität und ist von etwa 1506 bis 1528 an der Schule der Marienkirche als Kantor tätig. Er war hier zunächst Kantor, ist seit 1514 Rektor und unterrichtet lateinische Prosodie, Griechisch und Musik.
- Jean l’Héritier ist für Papst Leo X. in Rom tätig.
- Johannes Lupi ist Chorknabe an der Kathedrale Notre-Dame in seiner Heimatstadt Cambrai und erlebt somit eine Ausbildung an einer der bedeutendsten kirchlichen Musikzentren der damaligen Zeit.
- Jachet de Mantua steht 1516 als „Iachetto cantore“ in den Diensten der Herzogsfamilie d’Este in Ferrara.
- Jean Mouton ist – wie Antonius Divitis – Mitglied der Hofkapelle von Franz I.
- Marbrianus de Orto, der seit 1510 premier chapelain der Hofkapelle der Regentin Margarete von Österreich und seit 1515 des Herzogs der Burgundischen Niederlande Karl (späterer Kaiser Karls V.) in Brüssel ist, wechselt sich in diesem Amt bis 1517 mit Anthoine de Berghes ab. Dieser Wechsel hängt mit Residenzpflichten an anderen Kirchen zusammen, nachdem er ab 1510 als Kanoniker an der Kathedrale Notre-Dame in Antwerpen (Liebfrauenkirche) und ab 1513 in der gleichen Funktion an Saint-Gudule in Brüssel tätig ist.
- Francisco de Peñalosa ist Mitglied der königlichen spanischen Kapelle. Seit 1511 ist er auch als Musiklehrer für den Thronerben Ferdinand I. tätig; seinen Dienst als Sänger in der spanischen königlichen Kapelle versieht er bis zum Tode des Königs im Jahre 1516.
- Matteo Rampollini ist von 1515 bis 1520 als Sänger an der Kirche Basilica di San Lorenzo in Florenz in Diensten der Familie Medici tätig.
- Jean Richafort, der wahrscheinlich seit August 1509 Mitglied der Kapelle der französischen Königin Anne de Bretagne war und von ihr eine Pfründe in der Bretagne erhalten hat, gehört nach dem Tod von Ludwig XII. als Sänger zur Kapelle seines Nachfolgers Franz I. (Amtszeit 1515–1547). Er begleitet den König und seinen Hofstaat im Januar 1516 nach Bologna zur Unterzeichnung des Konkordats von Bologna am 30. Januar 1516. Richafort bekommt dort von Papst Leo X. weitere Pfründen und andere Auszeichnungen.
- Pierre de la Rue ist – wie Nicolas Champion und Marbrianus de Orto – in der Hofkapelle des Herzogs der Burgundischen Niederlande Karl (späterer Kaiser Karls V.) in Brüssel tätig. Die letzte (vermutlich nachträgliche) Gehaltszahlung an Pierre de la Rue erfolgt am 21. Januar 1516; möglicherweise ist er schon im Sommer 1515 aus dem Hofdienst ausgeschieden. Er zieht sich im Juni 1516 nach Kortrijk zurück, kauft dort ein Haus und wird ein ortsansässiger Kanoniker. Sein Testament vom 16. Juni 1516 weist ihn als vermögenden Mann aus.
- Arnolt Schlick nimmt 1516 die Orgel der Stiftskirche Neustadt an der Weinstraße ab.
- Claudin de Sermisy wirkt als Geistlicher in der Diözese Noyon und – wie Antonius Divitis und Jean Mouton – als Sänger in der Hofkapelle von König Franz I. von Frankreich. Er hat mit ziemlicher Sicherheit seinen Dienstherrn im Sommer 1515 nach Italien begleitet und bei dem Treffen von König Franz mit Papst Leo X. vom 11. bis 15. Dezember 1515 in Bologna mit der königlichen Kapelle in der Messe gesungen. Das Ergebnis des Treffens ist das Konkordat von Bologna zwischen dem Vatikan und Frankreich. Papst Leo beweist seine Großzügigkeit, indem er mehrere Mitglieder der Begleitung des Königs belohnt, so beispielsweise am 17. Dezember 1515 den königlichen Kapellmeister Antoine du Longueval († 1525) und den Hauptkomponisten Jean Mouton. Am folgenden 30. Januar 1516 gewährt er eine Zuwendung an „Claudio de Sermysy canonico Noviomensis“ und vier weitere königliche Sänger, unter ihnen auch den Komponisten Jean Richafort, die es diesen erlaubt, eine besondere Pfründe zu übernehmen. Am 31. März des gleichen Jahres verleiht der Papst die Priorwürde an den königlichen Sänger und Organisten Pierre Mouton.

### Veröffentlichungen
- Die erste Fassung des aus 40 Gesängen bestehenden Versepos Orlando furioso von Ludovico Ariosto erscheint. Ariosts Dichtung hat großen Einfluss auf die italienische Literatur, auf das französische Theater und auf William Shakespeare, etwa in Der Widerspenstigen Zähmung. Das Versepos wird auch die Vorlage für mehrere musikdramatische Werke liefern, darunter Roland (1685) von Jean-Baptiste Lully, Orlando generoso (1691) von Agostino Steffani, Orlando finto pazzo (1714), Orlando furioso (1714) und Orlando (1727) von Antonio Vivaldi, Il Ruggiero von Johann Adolph Hasse, Orlando (1732), Ariodante und Alcina (beide 1735) von Georg Friedrich Händel sowie Orlando paladino (1782) von Joseph Haydn.

## Vokalmusik

### Geistlich
- Pierre de la Rue – Secretz regretz: Noten und Audiodateien im International Music Score Library Project

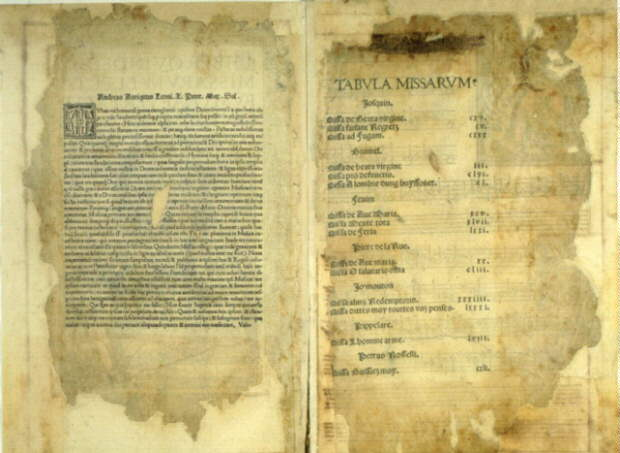
Inhaltsverzeichnis der ersten in Rom von Andrea Antico gedruckten Sammlung geistlicher Musik: Liber quindecim missarum (1516)

- Verschiedene Komponisten – Liber quindecim missarum, Rom: Andrea Antico: Noten und Audiodateien im International Music Score Library Project
  - Josquin Desprez: Missa de Beata Virgine
  - Josquin Desprez: Missa Faisant regretz
  - Josquin Desprez: Missa ad fugam (actually Josquin’s Missa Sine nomine)
  - Antoine Brumel: Missa de Beata Virgine: Noten und Audiodateien im International Music Score Library Project
  - Antoine Brumel: Missa pro defunctis: Noten und Audiodateien im International Music Score Library Project
  - Antoine Brumel: Missa A l’ombre d’ung buissonet: Noten und Audiodateien im International Music Score Library Project
  - Antoine de Févin: Missa de Ave Maria
  - Antoine de Févin: Missa Mente tota: Noten und Audiodateien im International Music Score Library Project
  - Antoine de Févin: Missa de Feria
  - Pierre de la Rue: Missa Ave Maria: Noten und Audiodateien im International Music Score Library Project
  - Pierre de la Rue: Missa o salutaris hostia: Noten und Audiodateien im International Music Score Library Project
  - Jean Mouton: Alma redemptoris mater zu vier Stimmen (Petrucci 1515, 1516, 1522, über den tonus solemnis der gleichnamigen Marien-Antiphon)
  - Jean Mouton: Missa Dictes moy toutes voz penseés zu vier Stimmen (Petrucci 1515 und 1516)
  - Matthaeus Pipelare: Missa L’homme armé
  - Pietro Roselli: Missa Laysez moy

### Weltlich
- Serafino Dell'Aquila
  - Mentre uno acceso raggio: Noten und Audiodateien im International Music Score Library Project (Komposition ca. 1495)
  - Spesso nel mezo d'un bel fabricare: Noten und Audiodateien im International Music Score Library Project (Komposition ca. 1495)
  - Vivo sol di mirarti: Noten und Audiodateien im International Music Score Library Project (Komposition ca. 1495)

## Musiktheoretische Schriften
- Pietro Aron – Libri tres de institutione harmonica, Bologna (Digitalisat im Internet Archive)
- Henricus Glareanus – Isagoge in musicen: Noten und Audiodateien im International Music Score Library Project
- Michael Koswick – Compendaria Musice artis aeditio, cuncta quae ad practicam attinent, mira quadam brevitate complectens

## Geboren

### Geboren um 1516
- Cipriano de Rore, flämischer Komponist († 1565)
- Hubert Waelrant, franko-flämischer Komponist, Sänger, Musiktheoretiker und Musikverleger († 1595)